# Клюворылая антимора
Клюворылая антимора (лат. Antimora rostrata) —  морская глубоководная рыба из семейства моровых (Moridae) отряда трескообразных (Gadiformes). Впервые была описана в 1878 году в составе рода Halopophryrus и подрода Antimora немецко-британским ихтиологом и герпетологом Альбертом Гюнтером (нем. Albert Karl Ludwig Gotthilf Günther, 1830—1914) по рыбе от острова Марион из индоокеанского сектора Южного океана.  Научное (латинское) и русское названия были даны виду из-за характерной вытянутой, узкой и дорсовентрально уплощённой формы рыла (лат. rostrum).
Может встречаться в качестве прилова в уловах донных тралов и донных ярусов. Промысловых скоплений не образует, интереса для промышленного промысла не представляет.

## Характеристика клюворылой антиморы

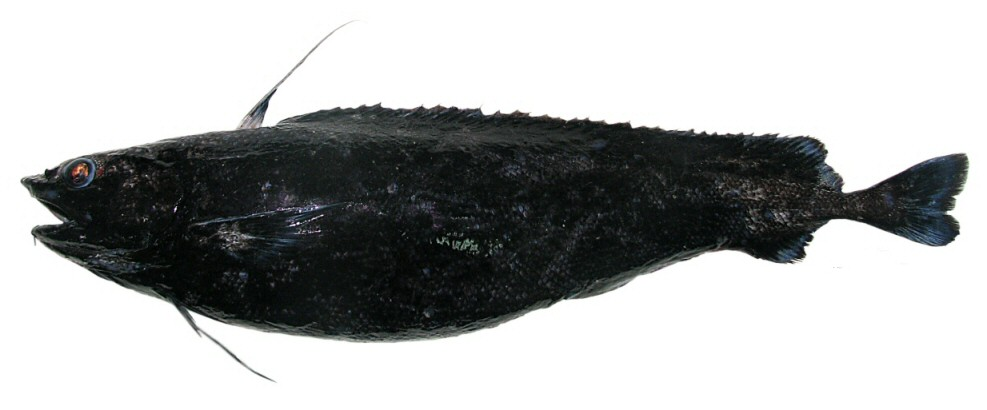
Клюворылая атимора, 65 см TL. Поймана донным ярусом при промысле антарктического клыкача в море Росса (Антарктика) 21 января 2010; глубина 1240 м

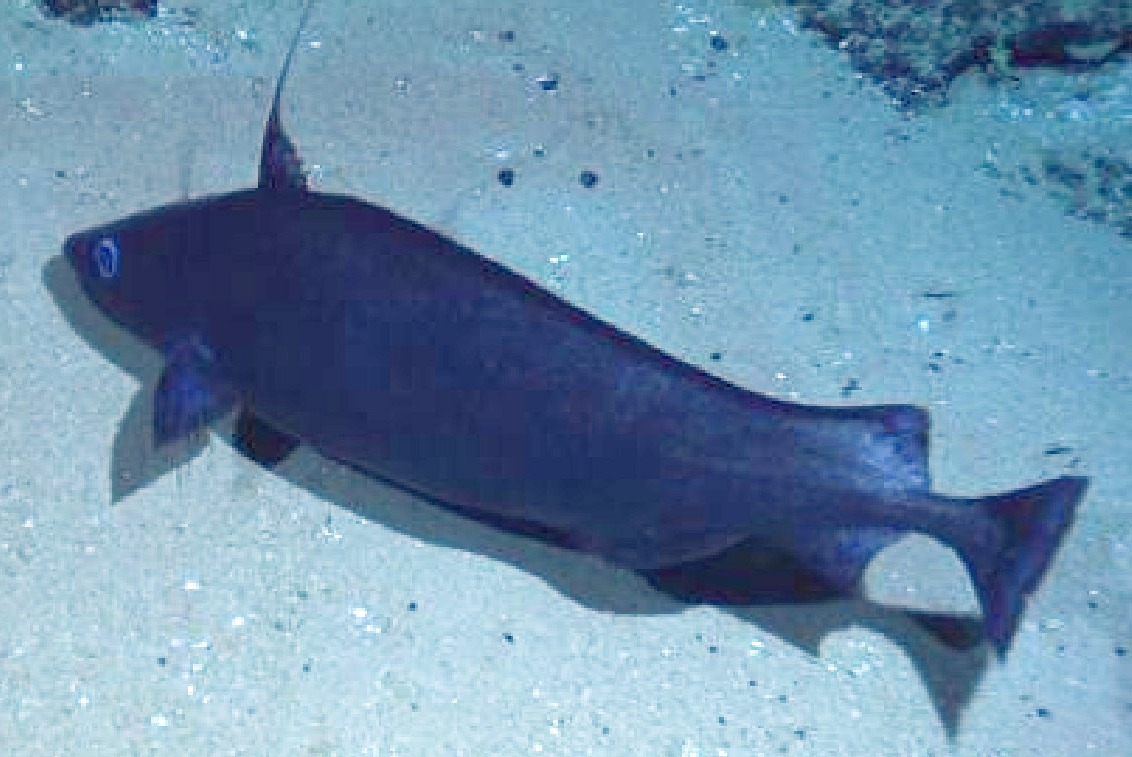
Клюворылая антимора

Тело удлинённое, веретеновидное, несколько сжатое с боков в хвостовой части, покрытое мелкой крепко сидящей циклоидной чешуёй и толстым слоем слизи. Голова небольшая, составляет около 24—26 % стандартной длины тела. Рыло заметно выдаётся вперёд над вершиной рта и имеет характерную лопатовидную форму, заострённую на вершине, с уплощёнными боковыми краями. Глаз средней величины, около 3—8 % стандартной длины. Подбордочный усик короткий, около 1,7—2,4 % стандартной длины. Рот полунижний. Зубы на челюстях щетинковидные, на сошнике зубы очень мелкие.
В первом, довольно коротком спинном плавнике, 5—7 гибких лучей, первый луч нитевидный, сильно удлинён и составляет около 12—20 % стандартной длины. Второй спинной плавник очень длинный, насчитывает 50—56 лучей. Анальный плавник двухлопастной, с 37—44 лучами. Грудные плавники короткие; в брюшном плавнике 6 лучей, передний луч очень длинный. Хвостовой плавник слабовыемчатый. Боковая линия длинная. На первой жаберной дуге насчитывается 76—90 жаберных лепестков. Плавательный пузырь имеется. Общее число позвонков 58—60, из них 27—29 туловищных и 30—33 хвостовых.
Общая окраска интенсивно чёрная с голубоватым отливом, особенно на плавниках. Встречаются также особи с серой и голубоватой окраской.

## Распространение и батиметрическое распределение
Распространена циркумглобально. Встречается в широком диапазоне глубин от внешнего края шельфа до нижней зоны континентальных склонов во всех океанах, кроме Северной Пацифики. В Тихом океане распространена к югу от 10° с. ш. до Тасмании и континентального склона Антарктиды, в Атлантическом океане — от пролива Дейвиса (66° с. ш.) до Южной Георгии, в Индийском океане — до континентального склона Антарктиды. Отмечена на подводных хребтах, в частности на Китовом хребте вблизи гайотов Метеор и Дискавери. Не встречается в полузакрытых псевдоабиссальных морях — Средиземном, Красном, Японском, а также в Мексиканском заливе и Карибском море. Отмечена на глубинах от 300—400 до 3000 м, чаще всего её ловят на глубинах от 800 до 1800 м. Самки встречаются на бо́льшей глубине, самцы, как правило, обитают на средних батиальных глубинах.

## Размеры
Относительно крупный вид, самки достигают 75 см стандартной длины, но обычно менее 60 см. Самцы мельче, их длина, как правило, не превышает 40 см.

## Образ жизни
Особенности биологии в целом изучены слабо. Ведёт придонно-пелагический образ жизни, предпочитает илистые грунты. У этого вида наблюдается сегрегация взрослых самцов и самок по глубинам, которая начинается при достижении рыбами средней длины 322 мм. Самки распределяются на более глубоких горизонтах, чем самцы.
Питается креветками, амфиподами и другими ракообразными, а также мелкими головоногими моллюсками и рыбой. Детальное изучение питания затруднено в связи с тем, что у большинства пойманных рыб при подъёме наверх с больших глубин раздувающийся плавательный пузырь выворачивает внутренности и желудок наружу через ротовое отверстие.

## Близкие виды
В роде насчитывается два валидных вида — Antimora rostrata и обитающая в Северной Пацифике Antimora microlepis, которая отличается от клюворылой антиморы бо́льшим числом жаберных лепестков на 1-й жаберной дуге (93—103 против 76—90 у A. rostrata).

## Синонимы
У Гюнтера встречаются 2 варианта (синонимы) написания названия этого вида в составе рода Haloporphyrus: Haloporphyrus rostrata и Haloporphyrus rostratus.
Следующие 4 названия являются младшими синонимами вида Antimora rostrata:
- Haloporphyrus viola Goode et Bean, 1879
- Antimora rhina Garman, 1899
- Antimora australis Barnard, 1925
- Antimora meadi Pequeño, 1970